# کین، پاکستان
کین (به انگلیسی: Kin) یک روستا در پاکستان است که در ناحیه راجن‌پور واقع شده‌است.